# 早くしてよ
『早くしてよ』（はやくしてよ）は、久宝留理子の11枚目のシングル。1994年7月14日発売。発売元はEpic/Sony Records。規格品番はESDB-3498。
2008年に相澤仁美がカバーした同シングルについても本記事で扱う。

## 概要
- NTT「docomoポケットベル」CMソングだが関東地区限定で放送（関西地区のCMソングは五島良子の「はなれていても」）
- 第45回NHK紅白歌合戦にて歌唱。
- C/W「rough cut diamond」はベスト・アルバム『rough cut diamond』の表題曲。後にテレビ番組のタイアップがついたことで、リカットされた。

## 収録曲
作詞：久宝留理子
1. 早くしてよ(3:40)
  - 作曲・編曲：SORCE
  - NTT「doCoMoポケットベル」TV-CFソング（関東地区限定）
2. rough cut diamond(5:00)
  - 作曲：桑村達人　編曲：是永巧一
  - NHK教育「ソリトン 野望山馳参寺」テーマソング
3. 早くしてよ（オリジナル・カラオケ）(3:40)

## 収録アルバム
早くしてよ
- オリジナル『COLORS』（1994年11月2日）
- ベスト『with the best』（1997年6月25日）
- オムニバス『ビーチ・サイドのラブ・ストーリー』（1995年6月21日）
- オムニバス『MAX JAPAN 2』（1995年11月11日）
- オムニバス『I MISS YOU』（1996年1月21日）
- DJ和『J-ポッパサイズ DJ和 in No. J-POP MIX』（2008年8月6日）

rough cut diamond
- オリジナル『rough cut diamond』（1994年3月9日）

## 相澤仁美によるカバー
日本のタレント・相澤仁美の2作目となるソロ・シングルとして、2008年1月16日に発売された。発売元はGIRL'S PARTY。ミュージック・ビデオ、メイキング・シーン他を収録したDVDが付属。

### 収録曲
1. 早くしてよ
2. 六本木心中（アン・ルイスのカヴァー）
3. 早くしてよ（Instrumental）
4. 六本木心中（Instrumental）